# Ольокмо-Чарско плато
Ольокмо-Чарското плато(на руски: Олëкмо-Чарское плоскогорье) е платовидна земя, в Източен Сибир, в крайната югозападна част на Якутия, крайната западна част на Иркутска област и крайната северна част на Забайкалски край в Русия. На изток се простира до река Ольокма (десен приток на Лена), която го отделя от Алданската планинска земя, на запад левият ѝ приток Чара го отделя от Патомската планинска земя, а на юг постепенно се повишава към хребета Удокан от Забайкалието. Средна надморска височина 500 – 600 m, на юг до 1400 m, максимална – връх Мурун 1452 m (58°22′32″ с. ш. 118°55′30″ и. д. / 58.375556° с. ш. 118.925° и. д.), в югозападната му част на територията на Иркутска област. В северните си части е изградено от долнопалеозойски варовици, а в южната част – от докамбрийски метаморфни шисти, пронизани от интрузивни гранити. Върховете му са платообразни, а склоновете му са силно разчленени от долините на реките. По средата, от юг на север се пресича от долината на река Токко (десен приток на Чара) и нейните притоци Чоруода, Тяня и др., левите притоци на Ольокма (Орус-Миеле и др.) и десните притоци на Чара (Торго, Кеме и др.). Склоновете му са обрасли с лиственична тайга, а високите части са покрити с петна от кедров клек и планинска тундрова растителност.